# Erleucht auch meine finstre Sinnen
Die Bass-Arie Erleucht auch meine finstre Sinnen stammt als Stück Nummer 47 aus dem fünften Teil des Weihnachtsoratoriums von Johann Sebastian Bach.
Die Arie wird nur von der Singstimme, einer Oboe d’amore und einem Bassinstrument ausgeführt und ist das einzige Stück des Weihnachtsoratoriums, das nicht vom Continuo begleitet wird. Sie ist im 2/4-Takt notiert und hat die Grundtonart fis-Moll.
Die Komposition von 1735 ist eine tiefer gesetzte Parodie von Bachs weltlicher Bourrée-Arie für Sopranstimme Durch die von Eifer entflammeten Waffen aus der Kantate Preise dein Glücke, gesegnetes Sachsen (Bach-Werke-Verzeichnis 215,7), die 1734 anlässlich der Wahl des Kurfürsten von Sachsen Augusts III. zum König von Polen  geschrieben wurde.
Beim ursprünglichen Trio in der Tonart h-Moll bilden die Singstimme und eine mitgehende Oboe d’amore die Oberstimme, die hohen Streicher die Unterstimme und zwei unisono spielende Flöten die Mittelstimme. Für das Weihnachtsoratorium wurde die Singstimme in die Mittelstimme verlegt, die von einer darüberliegenden Oboe d’amore und dem darunterliegenden Bass begleitet wird.

## Text
Der Text richtet sich bittend, versprechend und versöhnlich an Jesus und wurde von einem unbekannten Autor frei gedichtet. Er gliedert sich folgendermaßen in die vier Abschnitte A bis D:
A: Erleucht auch meine finstre Sinnen,
B1: Erleuchte mein Herze
B2: durch der Strahlen klaren Schein!
C: Dein Wort soll mir die hellste Kerze in allen meinen Werken sein:
D: Dies lässet die Seele nicht Böses beginnen.

## Form
Ohne den Auftakt mit einer Achtelnote besteht die Arie aus 144 Takten und ist weitgehend mit Sechzehntelläufen durchsetzt.
Nach einem instrumentalen Vorspiel erklingt zunächst kurz der A-Text quasi als Motto des Stückes, gefolgt von den Abschnitten A und B, die drei Mal paarweise ohne Melodiewiederholung gesungen werden. Vor dem darauf folgenden C-Teil erklingt ein längeres und zwischen dem C- und dem D-Teil ein kürzeres Zwischenspiel. Im Anschluss wird der Text Paar AB wiederholt. Zum Schluss wird der B-Text aufgebrochen und erneut durch das Textpaar AB gefüllt. Zum Abschluss erklingt das instrumentale Vorspiel erneut als Nachspiel:
| Textteil | Anzahl Takte | Bemerkungen |
| -------- | ------------ | --- |
|          | 24           | Instrumentales Vorspiel |
| A        | 4            | Singstimme imitiert Vorspiel der Oboe d’amore                                                                                    |
| A        | 4            | Singstimme synkopisch |
| B        | 6            | Beginnt mit Septimsprung und Vorhalt auf dem Ton his                                                                             |
| A        | 4            | Singstimme beginnt auftaktig in der Taktmitte                                                                                    |
| B        | 7            | Längeres Melisma auf der Silbe „-leuch-“ von „erleuchte“, endet auf Gis-Dur                                                      |
| A        | 5            | Singstimme beginnt auftaktig in der Taktmitte                                                                                    |
| B        | 6            | Oktavsprung auf den Text „mein Herze“                                                                                            |
|          | 12           | Instrumentales Zwischenspiel als melodische Variation der zweiten Hälfte des Vorspiels                                           |
| C        | 12           | Spitzenton e in der Singstimme auf der Silbe „hell-“ von „hellste“, längstes Melisma auf der Silbe „al-“ von „allen Werken“      |
|          | 4            | Kleines instrumentales Zwischenspiel als melodische Variation der ersten Takte des Vorspiels                                     |
| D        | 4            | Singstimme synkopisch |
| A        | 5            | Melisma auf der Silbe „-leucht“ von „erleucht“                                                                                   |
| B        | 6            | Melisma auf der Silbe „Strah-“ von „Strahlen“                                                                                    |
| B1       | 3            | Singstimme imitiert fallende 1/32-Noten der Oboe d’amore                                                                         |
| A        | 4            | Singstimme imitiert 1/32-Noten der Oboe d’amore                                                                                  |
| B        | 6            | Unterstimme setzt teilweise aus und Singstimme mit Melismen auf den Silben „-leuch-“ von „erleuchte“ und „Strah-“ von „Strahlen“ |
| B2       | 4            | Instrumente setzen zunächst aus und setzen bei einem Septimsprung der Singstimme nach oben ein                                   |
|          | 24           | Wiederholung des instrumentalen Vorspiels                                                                                        |

## Interpretationen
Im Rahmen von Aufführungen des Bachschen Weihnachts-Oratoriums wurde die Arie von unzähligen Sängern interpretiert. Das Tempo der Arie schwankt bei verschiedenen Aufnahmen und Aufführungen meist zwischen 60 und 80 Schlägen pro Minute.
Herausragende Interpretationen:
- 1958: Dietrich Fischer-Dieskau, Gewandhausorchester Leipzig, Leitung: Kurt Thomas
- 1965: Franz Crass, Gewandhausorchester Leipzig, Leitung: Kurt Thomas
- 1966: Dietrich Fischer-Dieskau, Münchner Bachorchester, Leitung: Karl Richter
- 1973: Hermann Prey, Symphonieorchester des Bayerischen Rundfunks, Leitung: Eugen Jochum
- 1987: Olaf Bär, English Baroque Soloists, Leitung: John Eliot Gardiner
- 1987: Wolfgang Schöne, Bach-Collegium Stuttgart, Leitung: Peter Schreier
- 1987: Robert Holl, Staatskapelle Dresden, Leitung: Peter Schreier
- 1996: Klaus Mertens, Amsterdam Baroque Orchestra, Leitung: Ton Koopman